# 卡斯泰尔韦特罗-迪摩德纳
卡斯泰尔韦特罗-迪摩德纳（義大利語：Castelvetro di Modena）是意大利摩德纳省的一个市镇。总面积49.71平方公里，人口10933人，人口密度219.9人/平方公里（2009年）。ISTAT代码为036008。

## 友好城市
- 法國 卢瓦尔河畔蒙卢伊